# Joelho de Porco (álbum)
Joelho de Porco é o segundo álbum de estúdio da banda brasileira Joelho de Porco, lançado em 1978 pela gravadora Som Livre.
Com a saída de Próspero Albanesse, o vocalista ítalo-argentino Billy Bond assumiu os vocais. É considerado uma figura importante do rock argentino, foi líder do grupo de hard rock Billy Bond y La Pesada del Rock and Roll, e vinha de uma carreira de produtor de artistas como Sui Generis (uma das bandas de Charly García), Pappo's Blues e do brasileiro Ney Matogrosso.
Foram regravadas as faixas "São Paulo by Day", "Aeroporto de Congonhas", "México Lindo" (sob o título "Golden Acapulco") e "Boeing 723897", originalmente registradas no primeiro disco São Paulo 1554/Hoje.
Como parte da divulgação do disco, a banda gravou uma histórica participação no programa Os Trapalhões, da Rede Globo, contracenando com Renato Aragão.
O álbum foi reeditado em 2006 no formato CD pela gravadora Som Livre como parte da coleção Som Livre Masters, sob a direção de Charles Gavin e posteriormente disponibilizado em plataformas de streaming.

## Lista de faixas
| Lado A |                       |                                         |         |  |
| N.º    | Título                | Compositor(es)                          | Duração |  |
| 1.     | "O Rapé"              | Tico Terpins/Graciela Correa/Billy Bond | 05:10   |  |
| 2.     | "São Paulo by Day"    | Tico Terpins                            | 04:17   |  |
| 3.     | "Paulette, Mon Amour" | Tico Terpins/Billy Bond/Graciela Correa | 02:58   |  |
| 4.     | "Rio de Janeiro City" | Tico Terpins/Billy Bond/Graciela Correa | 03:10   |  |

| Lado B |                          |                                         |         |  |
| N.º    | Título                   | Compositor(es)                          | Duração |  |
| 1.     | "Feijão com Arroz"       | Tico Terpins/Billy Bond/Graciela Correa | 04:08   |  |
| 2.     | "Aeroporto de Congonhas" | Tico Terpins                            | 03:44   |  |
| 3.     | "Golden Acapulco"        | Tico Terpins                            | 04:16   |  |
| 4.     | "Boeing 723897"          | Tico Terpins                            | 03:18   |  |
| 5.     | "Mandrake"               | Tico Terpins/Billy Bond/Graciela Correa | 03:19   |  |

## Ficha técnica
- Billy Bond: vocais
- Tico Terpins: baixo, vocais
- Wander Taffo: guitarra
- Juba Gurgel: bateria
- Paulo Estevez: teclados